# Rothmannia liebrechtsiana
Rothmannia liebrechtsiana är en måreväxtart som först beskrevs av De Wild. och Théophile Alexis Durand, och fick sitt nu gällande namn av Ronald William John Keay. Rothmannia liebrechtsiana ingår i släktet Rothmannia och familjen måreväxter. Inga underarter finns listade i Catalogue of Life.